# Greg Glassman
Greg Glassman (*  1977 in Queens, New York City) ist ein US-amerikanischer Musiker (Trompete, Komposition) des Modern Jazz.

## Leben und Wirken
Glassman wuchs in Hudson Valley auf; mit vier Jahren lernte er Piano, mit zehn begann er Trompete zu spielen. Den Bachelor of Arts in Jazztrompete und afroamerikanischer Musik erwarb er am Oberlin College. Mit 17 Jahren begann er als professioneller Musiker zu arbeiten, zunächst in Salsa- und Merengue-Bands in Cleveland. Im Raum Cleveland/Detroit spielte er auch mit Jazzmusikern wie Greg Bandy und Marcus Belgrave. Seitdem arbeitete er auch mit eigenen Bands, für die er auch komponiert. Seit 1998 lebt er in New York City, wo er mit Musikern wie Roswell Rudd, Eric Person, Sherman Irby, John Esposito, Frank Lacy, Sheila Jordan, Wynton Marsalis, Mulgrew Miller, Jimmy Heath und Bryan Carrott arbeitete. Erste Aufnahmen entstanden 1999/2000 mit Chris Bergson (Wait for Spring). 1999 war er als Komponist, Arrangeur und Produzent an Jane Monheits Album The Perfect Matccal beteiligt.  2000 erwarb er den Master of Arts als Jazzmusiker am Queens College, wo er bei Michael Mossman, Roland Hanna, und Antonio Hart studiert hatte. Daneben arbeitete er mit der Band The Skatalites, die Bebop, Rhythm & Blues mit Ska und Reggae-Mmusik der 1960er-Jahre verbindet. Im Bereich des Jazz war er zwischen 1999 und 2014 an 13 Aufnahmesessions beteiligt. Gegenwärtig (2019) leitet er ein eigenes Quintett, dem Stacy Dillard, Jeremy Manasia, Joseph Lepore (Bass) und Jason Brown (Schlagzeug) angehören.
Glassman unterrichtet als Adjunct Professor Jazztrompete an der State University of New York at New Paltz und hält Kurse am Queens College.

## Diskographische Hinweise
- Onward and Upward (Soliuna, 2001), mit Donald Walden, Bryan Carrott, Dave Pier, Danton Boller, Quincy Davis
- Greg Glassman/Stacy Dillard Quintet: Live at Fat Cat (2014), mit Jeremy Manasia, Joe Lepore, Jason Brown